# Кротошини
Кротошини (пол. Krotoszyny, нім. Krottoschin) — село в Польщі, у гміні Біскупець Новомейського повіту Вармінсько-Мазурського воєводства.
Населення — 696 осіб (2011).
У 1975-1998 роках село належало до Торунського воєводства.

## Демографія
Демографічна структура станом на 31 березня 2011 року:
|          | Загалом | Допрацездатний вік | Працездатний вік | Постпрацездатний вік |
| -------- | ------- | ------------------ | ---------------- | -------------------- |
| Чоловіки | 351     | 74                 | 241              | 36                   |
| Жінки    | 345     | 74                 | 190              | 81                   |
| Разом    | 696     | 148                | 431              | 117                  |